# Мордик
Мордик (нем. Moordiek) — община в Германии, в земле Шлезвиг-Гольштейн. 
Входит в состав района Штайнбург. Подчиняется управлению Брайтенбург.  Население составляет 109 человек (на 31 декабря 2010 года). Занимает площадь 6,3 км².